# Džezva

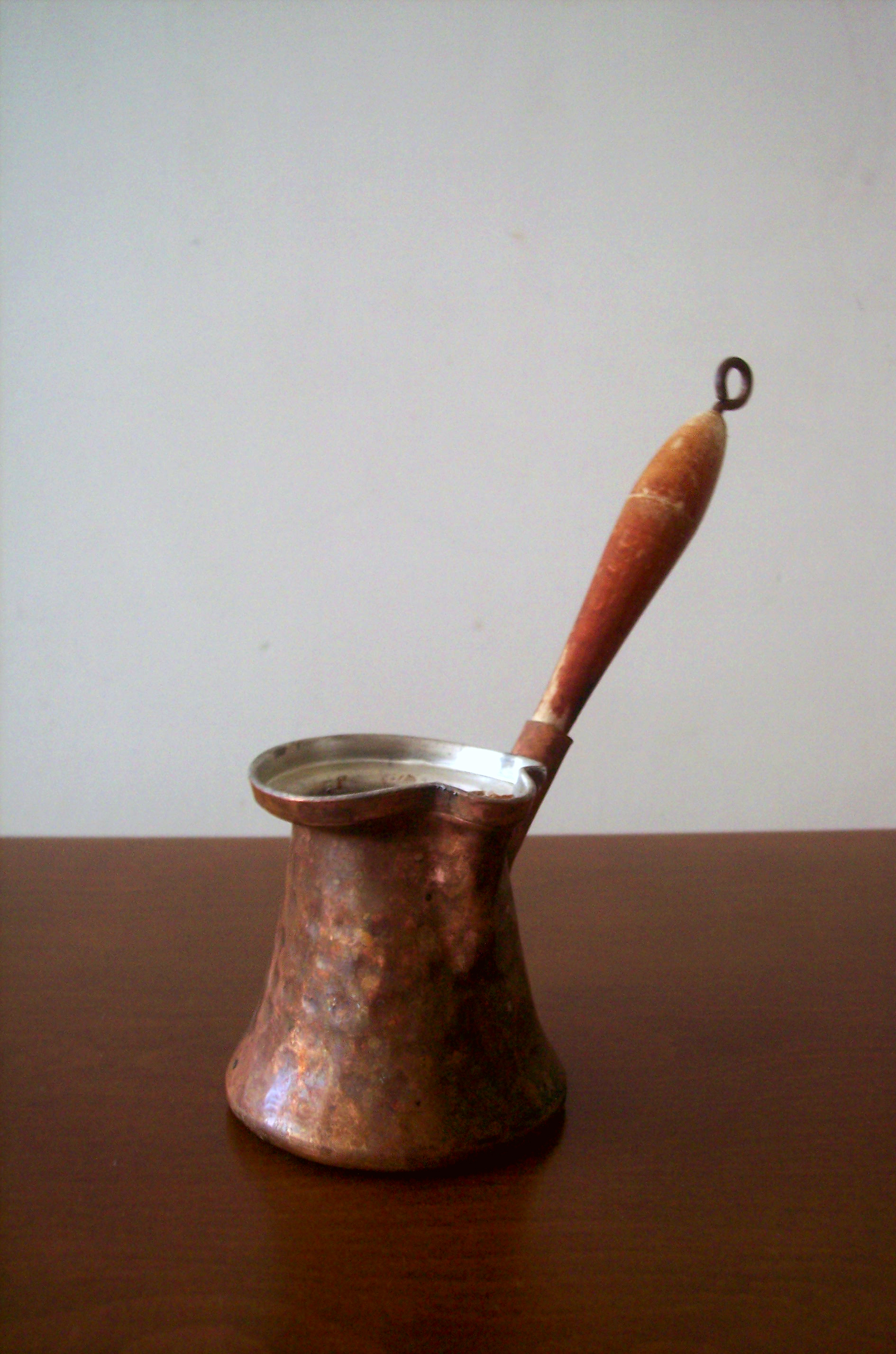
Turecká džezva

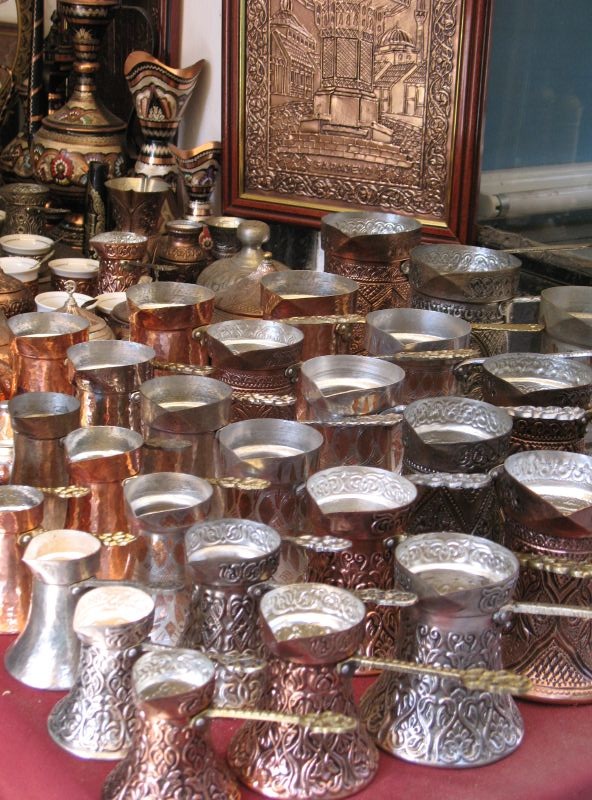
Džezvy

Džezva je obvykle kovová nádoba kónického tvaru s dlouhým rovným držadlem užívaná k vaření arabské či turecké kávy. 

## Popis
Džezva je nejčastěji měděná, uvnitř pocínovaná nádobka, někdy směrem nahoru zúžená až kónická a obvykle zdobená vypouklým tepáním. Na horním okraji má rozšířený límec, kam může káva vyběhnout aniž by přetekla, a hubičku, která usnadňuje nalévání. K nádobce je přinýtována dlouhá rovná a často železná rukojeť, někdy s dřevěným pláštěm, aby nepálila do ruky.

## Název a rozšíření
Turecký název cezve [džezve] pochází z arabštiny. Díky vlivu osmanské turečtiny se tento název vyskytuje ve většině slovanských jazyků. V Řecku se nádobka nazývá briki a v USA nejčastěji brik, také tureckého původu. 